# Gamma Centauri
Muhlifain eller Gamma Centauri (γ Centauri, förkortat Gamma Cen, γ Cen) som är stjärnans Bayerbeteckning, är en dubbelstjärna belägen i den mellersta delen av stjärnbilden Kentauren. Den har en kombinerad skenbar magnitud på 2,17 och är synlig för blotta ögat. Baserat på parallaxmätning inom Hipparcosuppdraget på ca 25,1 mas, beräknas den befinna sig på ett avstånd på ca 130 ljusår (ca 40 parsek) från solen.

## Nomenklatur
Gamma Centauri har det traditionella namnet Muhlifain, inte att förväxla med Muliphein, som är Gamma Canis Majoris. Båda namnen kommer från samma arabiska ursprung.

## Egenskaper
Gamma Centauri  är listad som en blå underjättestjärna av spektralklass A1 IV. Individuellt anges parets klassificeringar ibland som A0 III, vilket skulle innebära att de redan har blivit jättestjärnor. Den har en massa som är ca 2,9 gånger större än solens massa, en radie som är ca 4,6 gånger större än solens och utsänder från dess fotosfär ca 226 gånger mera energi än solen vid en effektiv temperatur på ca 9 080 K.
År 2000 var paret separerat med 1,217 bågsekunder vid en positionsvinkel på 351,9°. På det uppskattade avståndet till stjärnparet motsvarar detta ett linjärt avstånd på cirka 93 astronomiska enheter. Deras positioner har observerats sedan 1897, vilket är tillräckligt länge för att uppskatta en omloppsperiod på 84,5 år. Stjärnan Tau Centauri ligger relativt nära Gamma Centauri, med en uppskattad separation av 1,72 ljusår.